# 그랜마 모지스

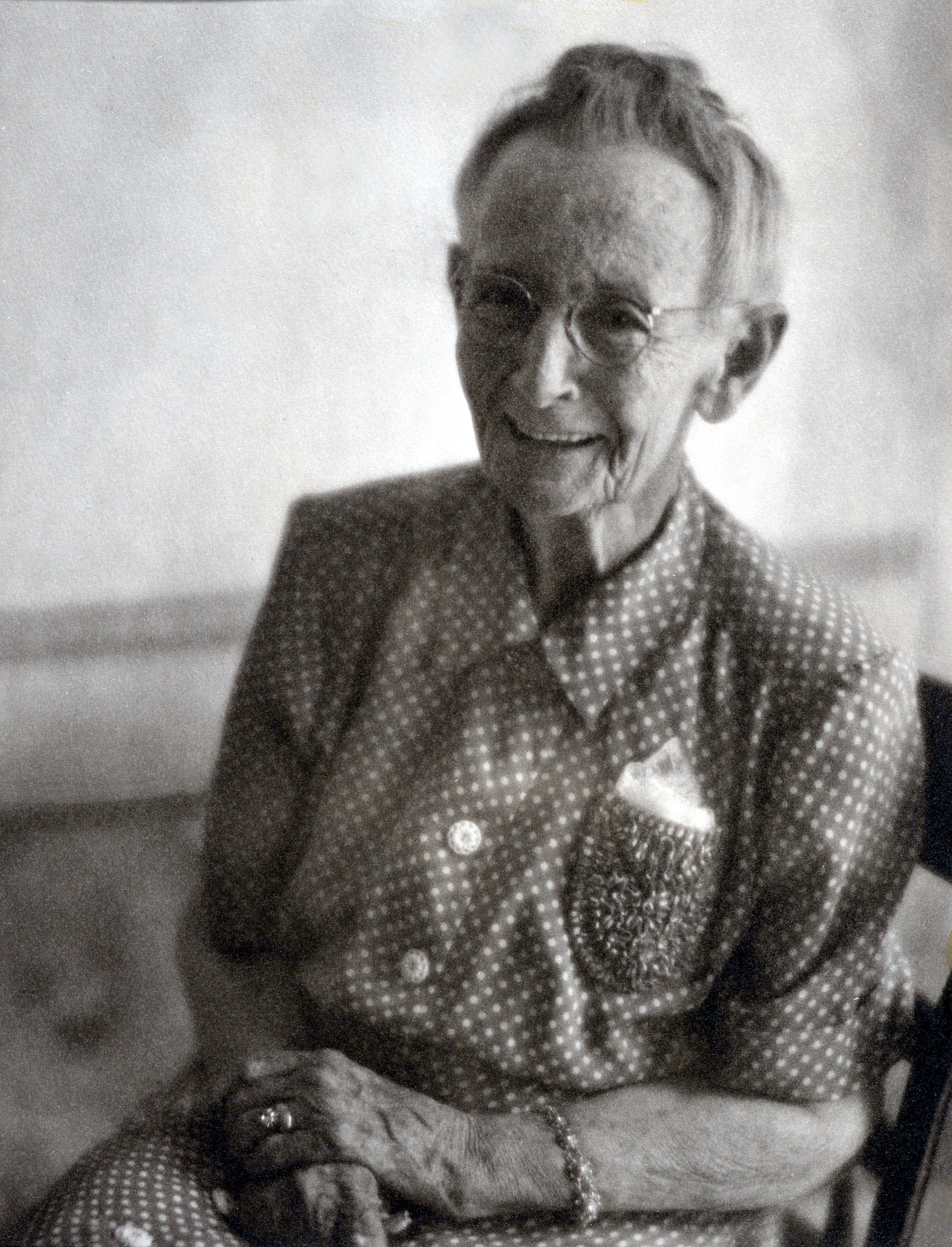
1950년 경 모습

그랜마 모지스(영어: Grandma Moses)로 알려진 애나 메리 로버트슨 모지스(영어: Anna Mary Robertson Moses, 1860년 9월 7일 ~ 1961년 12월 13일)는 미국의 민속 예술가였다. 78세에 본격적으로 그림을 그리기 시작했으며, 노년에 새롭게 성공한 미술 경력의 대표적인 사례이다. 모지스는 1953년 타임지 표지에 등장하면서 1950년대에 인기를 얻었으며 수많은 TV 프로그램과 1950년 오스카상 후보 전기 다큐멘터리의 주제였다. 나의 인생의 역사(My Life's History)라는 제목의 자서전이 1952년에 출판되었다. 또한 두 개의 명예박사 학위를 받았다.
모지스는 열두 살부터 총 15년 동안 가정부로 일했다. 고용주는 그녀가 커리어(Currier)와 아이브스(Ives)가 만든 인쇄물에 대해 감사하는 마음을 알아채고 그녀에게 그림 재료를 제공했다. 모지스와 그녀의 남편은 버지니아에서 농장에서 일하면서 결혼 생활을 시작했다. 1905년에 이들은 미국 북동부로 돌아와 뉴욕 주 이글 브리지에 정착했다. 그들에게는 10명의 자녀가 있었는데 그 중 5명은 유아기까지 살아 남았다. 관절염으로 장애가 생길 때까지 실로 그림을 수 놓았다.
1961년 그녀의 사망 기사에서 뉴욕 타임스는 다음과 같이 말했다. "그랜마 모지스가 단순한 농장 생활과 시골을 묘사한 단순한 사실주의, 향수를 불러일으키는 분위기 및 빛나는 색상은 그녀를 폭넓게 추종하게 만들었다. 겨울 첫 눈의 설렘을 포착할 수 있었다. 추수감사절 준비와 다가오는 봄의 싱싱한 푸르름... 그랜마 모지스는 직접 보면 어딜가든 매력을 발산한다. 장난꾸러기 회색 눈과 재치 있는 자그마하고 생기발랄한 여인으로, 아첨꾼에게는 가혹한 말을 하고, 엉뚱한 손자가 있었다."
모지스의 작품은 전 세계적으로 수많은 박물관 전시회의 주제가 되었으며 축하 카드 등으로 광범위하게 상품화되었다. 2006년에는 그녀의 1943년 그림인 "Sugaring Off"가 뉴욕 크리스티스 경매에서 120만 달러에 팔리며 예술가의 경매 기록을 세웠다.

## 관련 저서
- 이소영, 《모지스 할머니》, 홍익출판미디어그룹, 2022년 6월 3일